# Konstantin Rurak
Kostyantyn Rurak (Ucrania, 9 de abril de 1974) es un atleta ucraniano retirado especializado en la prueba de 4 x 100 m, en la que ha conseguido ser campeón europeo en 2002.

## Carrera deportiva
En el Campeonato Europeo de Atletismo de 2002 ganó la medalla de oro en los relevos 4 x 100 metros, con un tiempo de 38.53 segundos, llegando a meta por delante de Polonia y Alemania, siendo sus compañeros de equipo: Konstantin Vasiukov, Anatoliy Dovhal y Oleksandr Kaydash.